# Nederlandse kampioenschappen zwemmen 1931

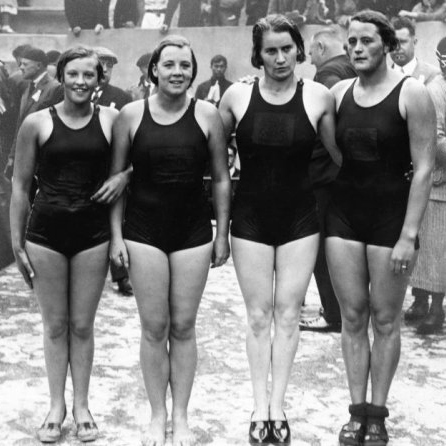
Willy den Ouden, Marie Braun, Truus Baumeister en Rie Vierdag op de EK van 1931

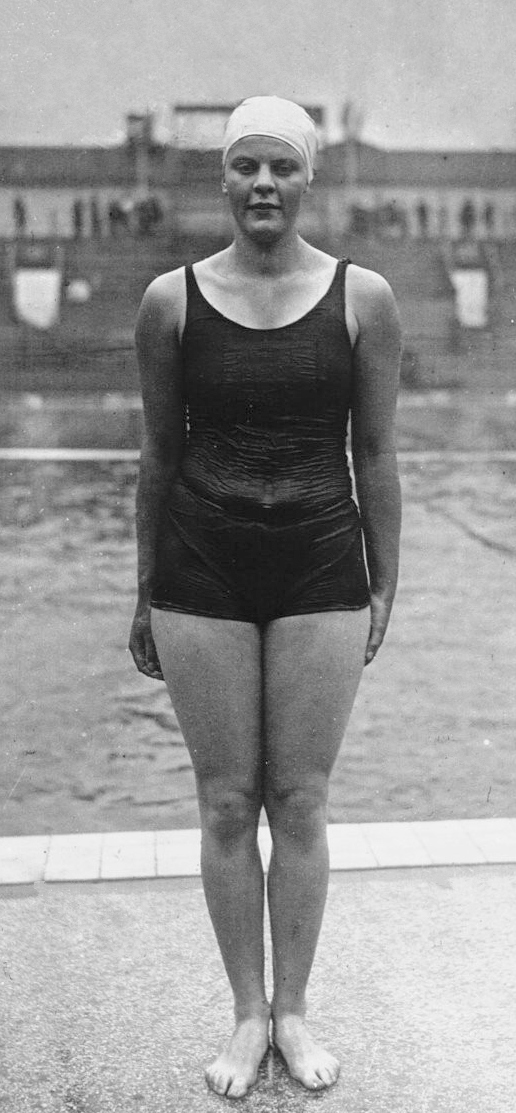
Jenny Kastein op de EK van 1931

De Nederlandse kampioenschappen zwemmen 1931 werden gehouden op 1 en 2 augustus 1931 in Tilburg, Nederland.
Aangezien er maar één vrouwelijke deelnemer was voor de wisselslag, werd besloten haar mee te laten zwemmen met de mannen. D. Hüsken was maar een van de twee deelneemsters op de 400 meter vrije slag, en eindigde als tweede, maar werd gediskwalificeerd omdat ze een keerpunt niet aanraakte. Vooral de prestaties van de dertienjarige Willy den Ouden vielen op: ze deed 32 seconden over haar aandeel van de 5x50 meter vrije slagestafette en zwom een Nederlands en Europees record op de 100 meter vrije slag.
Als afsluiting werd een waterpolowedstrijd gespeeld tussen het Nederlands zevental en het Nederlands jeugdzevental. De In memoriam Hendrik van Essen-beker werd met 39 punten gewonnen door de Rotterdamsche Dames Zwemclub, de Turmac-beker werd met 23 punten gewonnen door Het Y.

## Zwemmen

### Mannen
| Afstand:           | Goud:                                                                            | Tijd    | Zilver:                    | Tijd    | Brons:                    | Tijd    |
| 100 m vrije slag   | Guus Ingenluyff HZ&PC                                                            | 1.05,6  | J. H. Brink De Dolfijn     | 1.07,4  | Henk de Haas Zian         | 1.08,2  |
| 200 m vrije slag   | Henk de Haas Zian                                                                | 2.37,4  | Wim Delwel RZC             | 2.38,4  | Guus Ingenluyff HZ&PC     | 2.38,4  |
| 400 m vrije slag   | Jan van Hemsbergen Haarlem                                                       | 5.47,6  | Gerrit van Voorst AZ '70   | 6.05,0  | E. de Gier Merwede        | 7.12,0  |
| 1500 m vrije slag  | Jan van Hemsbergen Haarlem                                                       | 23.37,4 | Frans Kuyper De Dolfijn    | 24.01,4 | Gerrit van Voorst AZ '70  | 24.56,0 |
| 100 m rugslag      | Henk de Haas Zian                                                                | 1.18,6  | A. J. van der Meer Haarlem | 1.19,4  | J. W. G. Faure HZ&PC      | 1.22,6  |
| 200 m schoolslag   | Leen Korpershoek RZC                                                             | 3.02,2  | K. P. Jongbloet Zian       | 3.14,4  | Joop van Woerkom Schiedam | 3.16,2  |
| 300 m wisselslag   | G. P. van de Kamp De Dolfijn                                                     | 4.46,8  | Jan van Hemsbergen Haarlem | 4.54,4  | Gérard Hegi Zian          | 5.01,8  |
| 3x50 m wisselslag  | Haarlem A. J. van der Meer H. Kooy Dhr. Zeeman                                   | 1.42,2  | Het Y                      | 1.45,6  | Zian                      | 1.46,0  |
| 5x50 m vrije slag  | HZ&PC B. J. Jonker L. H. A. Schrieder Dhr. van Wijk Dhr. Gerkens Guus Ingenluyff | 2.32,4  | Het Y                      | 2.34,0  | HPC Heemstede             | 2.35,0  |
| 4x100 m vrije slag | HZ&PC Guus Ingenluyff Hans Maurenbrecher Dhr. Gerkens Kees van Aelst             | 4.43,8  | Het Y                      | 4.47,2  | AZ '70                    | 4.50,2  |
| 4x200 m vrije slag | De Dolfijn G. P. van de Kamp Dhr. Wieringa Frans Kuyper J. H. Brink              | 11.14,6 | AZ '70 Dhr. Zeegers        | 11.21,8 |                           |         |

### Vrouwen
| Afstand:           | Goud:                                                                                    | Tijd   | Zilver:            | Tijd   | Brons:                 | Tijd   |
| 100 m vrije slag   | Willy den Ouden RDZ                                                                      | 1.11,4 | Rie Vierdag Het Y  | 1.12,8 | Dientje Hüsken ADZ     | 1.17,6 |
| 400 m vrije slag   | Truus Baumeister RDZ                                                                     | 6.17,8 | Dientje Hüsken ADZ | 6.40,2 |                        |        |
| 100 m rugslag      | Jannetje Korthoff Inter Nos                                                              | 1.27,2 | Alie Hogeweg RDZ   | 1.29,0 | F. Zandvliet Inter Nos | 1.38,0 |
| 200 m schoolslag   | Coba Huybers Het Y                                                                       | 3.20,6 | Jenny Kastein HDZ  | 3.22,0 | Greta Brouwers RDZ     | 3.26,0 |
| 300 m wisselslag   | Cor de Groot-van Gelder RDZ                                                              | 5.21,0 |                    |        |                        |        |
| 3x50 m wisselslag  | Het Y Corrie Laddé Coba Huybers Rie Vierdag                                              | 1.53,4 | RDZ Truus Klapwijk | 1.54,2 | Inter Nos              | 2.02,6 |
| 5x50 m vrije slag  | RDZ Cor de Groot-van Gelder Alie Hogeweg Truus Baumeister Truus Klapwijk Willy den Ouden | 2.48,8 | Het Y              | 3.05,2 |                        |        |
| 4x100 m vrije slag | RDZ Truus Klapwijk Cor de Groot-van Gelder Truus Baumeister Willy den Ouden              | 5.11,8 | Het Y              | 5.27,6 |                        |        |

## Schoonspringen

### Mannen
| Onderdeel: | Goud:              | Score  | Zilver:              | Score  | Brons:               | Score  |
| 3 m plank  | Joop Stotijn HZ&PC | 131,61 | Henk Lotgering Het Y | 115,58 | Bob Denneboom AZ '70 | 114,05 |

### Vrouwen
| Onderdeel: | Goud:              | Score | Zilver:                   | Score | Brons:           | Score |
| 3 m plank  | Truus Klapwijk RDZ | 69,48 | Catharina Hesterman Het Y | 59,68 | Bella Zegger ADZ | 55,89 |

Langebaan (50 meter):

1920 ·
1921 ·
1922 ·
1923 ·
1924 ·
1925 ·
1926 ·
1927 ·
1928 ·
1929 ·
1930 ·
1931 ·
1932 ·
1933 ·
1934 ·
1935 ·
1936 ·
1937 ·
1938 ·
1939 ·
1940 ·
1941 ·
1942 ·
1943 ·
1944 ·
1945 ·
1946 ·
1947 ·
1948 ·
1949 ·
1950 ·
1951 ·
1952 ·
1953 ·
1954 ·
1955 ·
1956 ·
1957 ·
1958 ·
1959 ·
1960 ·
1961 ·
1962 ·
1963 ·
1964 ·
1965 ·
1966 ·
1967 ·
1968 ·
1969 ·
1970 ·
1971 ·
1972 ·
1973 ·
1974 ·
1975 ·
1976 ·
1977 ·
1978 ·
1979 ·
1980 ·
1981 ·
1982 ·
1983 ·
1984 ·
1985 ·
1986 ·
1987 ·
1988 ·
1989 ·
1990 ·
1991 ·
1992 ·
1993 ·
1994 ·
1995 ·
1996 ·
1997 ·
1998 ·
Amersfoort 1999 ·
Drachten 2000 ·
Eindhoven 2001 ·
Amersfoort 2002 ·
Amsterdam 2003 ·
Amsterdam 2004 ·
Amsterdam 2005 ·
Eindhoven 2006 ·
Amsterdam 2007 ·
Eindhoven 2008 ·
Eindhoven 2009 ·
Eindhoven 2010 ·
Eindhoven juni 2011 ·
Eindhoven december 2011 ·
Amsterdam 2012 ·
Eindhoven 2013 ·
Eindhoven 2014 ·
Eindhoven 2015 ·
Eindhoven 2016 ·
Eindhoven 2017 ·
Amersfoort 2018 ·
Amersfoort 2019 ·
2020 ·
2021 ·
Amersfoort 2022 ·
Amersfoort 2023 ·
Amersfoort 2024

Kortebaan (25 meter):

1980 ·
1981 ·
1982 ·
1983 ·
1984 ·
1985 ·
1986 ·
1987 ·
1988 ·
1989 ·
1990 ·
1991 ·
1992 ·
1993 ·
1994 ·
1995 ·
1996 ·
1997 ·
's-Hertogenbosch 1998 ·
Nieuwegein 1999 ·
Nieuwegein 2000 ·
Alphen aan den Rijn 2001 ·
Eindhoven 2002 ·
Drachten 2004 ·
Amsterdam 2005 ·
Drachten 2006 ·
Amsterdam 2007 ·
Amsterdam 2008 ·
Amsterdam 2009 ·
Amsterdam 2010 ·
Amsterdam 2012 ·
Dordrecht 2013 ·
Tilburg 2014 ·
Tilburg 2015 ·
Hoofddorp 2016 ·
Hoofddorp 2017 ·
Tilburg 2018 ·
Tilburg 2019 ·
2020 ·
Den Haag 2021 ·
Den Haag 2022 ·
Den Haag 2023